# 크롭 루어드와 크롭 데르그
크롭 루어드(고대 아일랜드어: Cróeb Ruad, 아일랜드어: Craobh Rua 크리브 루어)와 크롭 데르그(고대 아일랜드어: Cróeb Derg, 아일랜드어: Craobh Dearg 크리브 다르그)는 아일랜드 신화의 얼스터 대계에서 울라 국왕 콘코바르 막 네사가 수도 에번 바허에 가지고 있던 세 개의 집 중 두 개를 말한다. 나머지 하나는 테터 브레크(고대 아일랜드어: Téite Brec)였다.
아일랜드어에는 붉은색을 의미하는 어휘가 두 개 있다. "데르그"(고대 아일랜드어: Derg)는 신선한 피, 불꽃, 황금의 붉은색, 즉 진홍색(영어: red)을 의미하고, "루어드"(고대 아일랜드어: Ruad)는 말라붙은 피, 적발의 머리카락 색, 즉 암적색(영어: russet)을 의미한다. "크롭"은 가지(영어: branch)라는 뜻이기 때문에 크롭 루어드와 크롭 데르그를 "붉은 가지"라고도 한다.
크롭 루어드는 콘코바르 왕이 거처하는 왕좌부가 있는 곳이었고, 크롭 데르그는 적의 수급을 비롯한 전리품을 쌓아놓는 곳이었다. 테터 브레크는 무기 저장고였다.